# Tom Habscheid
Tom Habscheid (11 agosto 1986) è un atleta paralimpico lussemburghese specializzato nel getto del peso e nel lancio del disco.

## Biografia
Nato senza il femore a causa di un deficit femorale focale prossimale, ha iniziato a praticare l'atletica leggera paralimpica nel 2012, dopo aver assistito ai Giochi paralimpici di Londra, dapprima nella categoria F42 e successivamente nella F63.
Ha partecipato al suo primo campionato mondiale paralimpico a Lione 2013, dove si è classificato quinto nel lancio del disco F42. Agli europei paralimpici di Swansea 2014 riesce a raggiungere il sesto posto nel getto del peso F42 e a conquistare la medaglia d'argento nel lancio del disco F42. Nel 2015 ha partecipato nuovamente ai mondiali paralimpici di Doha, dove si classifica nono nel getto del peso F42 e quarto nel lancio del disco F42.
Nel 2016, dopo aver conquistato l'argento nel lancio del disco F42 e il bronzo nel getto del peso F42 agli europei paralimpici di Grossetto, ha preso parte ai Giochi paralimpici di Rio de Janeiro, dove ha concluso la gara del getto del peso F42 in settima posizione.
Nel 2017 inizia una lunga serie di medaglie d'argento: da quella nel lancio del disco F42 ai mondiali paralimpici di Londra 2017, a quelle nel getto del peso F63 e lancio del disco F63 agli europei di Berlino 2018. Nel 2019 ha conquistato un'altra medaglia d'argento nel getto del peso F63 ai mondiali paralimpici di Dubai e nel 2021 la stessa medaglia ai campionati europei paralimpici di Bydgoszcz, risultato che gli ha consentito di qualificarsi ai Giochi paralimpici di Tokyo. 
Nel 2024 vince la medaglia di bronzo nel getto del peso F63 alle Paralimpiadi di Parigi.

## Palmarès
| Anno | Manifestazione       | Sede           | Evento               | Risultato | Prestazione | Note               |
| ---- | -------------------- | -------------- | -------------------- | --------- | ----------- | ------------------ |
| 2013 | Mondiali paralimpici | Lione          | Lancio del disco F42 | 5º        | 39,92 m     |                    |
| 2014 | Europei paralimpici  | Swansea        | Getto del peso F42   | 6º        | 11,38 m     |                    |
| 2014 | Europei paralimpici  | Swansea        | Lancio del disco F42 | Argento   | 40,98 m     |                    |
| 2015 | Mondiali paralimpici | Doha           | Getto del peso F42   | 9º        | 11,78 m     |                    |
| 2015 | Mondiali paralimpici | Doha           | Lancio del disco F42 | 4º        | 41,55 m     |                    |
| 2016 | Europei paralimpici  | Grosseto       | Getto del peso F42   | Bronzo    | 12,98 m     |                    |
| 2016 | Europei paralimpici  | Grosseto       | Lancio del disco F42 | Argento   | 45,41 m     |                    |
| 2016 | Giochi paralimpici   | Rio de Janeiro | Getto del peso F42   | 7º        | 13,28 m     |                    |
| 2017 | Mondiali paralimpici | Londra         | Getto del peso F42   | 4º        | 13,79 m     |                    |
| 2017 | Mondiali paralimpici | Londra         | Lancio del disco F42 | Argento   | 46,83 m     |                    |
| 2018 | Europei paralimpici  | Berlino        | Getto del peso F63   | Argento   | 14,03 m     |                    |
| 2018 | Europei paralimpici  | Berlino        | Lancio del disco F63 | Argento   | 46,22 m     |                    |
| 2019 | Mondiai paralimpici  | Dubai          | Getto del peso F63   | Argento   | 15,10 m     |                    |
| 2021 | Europei paralimpici  | Bydgoszcz      | Getto del peso F63   | Argento   | 14,53 m     |                    |
| 2024 | Giochi paralimpici   | Parigi         | Getto del peso F63   | Bronzo    | 14,97 m     | Record paralimpico |